# Srirampur
Srirampur é uma vila no distrito de Barddhaman, no estado indiano de Bengala Ocidental.

## Geografia
Srirampur está localizada a 22° 57′ N, 88° 01′ L. Tem uma altitude média de 19 metros (62 pés).

## Demografia
Segundo o censo de 2001, Srirampur tinha uma população de 17 715 habitantes. Os indivíduos do sexo masculino constituem 51% da população e os do sexo feminino 49%. Srirampur tem uma taxa de literacia de 70%, superior à média nacional de 59,5%: a literacia no sexo masculino é de 77% e no sexo feminino é de 63%. Em Srirampur, 11% da população está abaixo dos 6 anos de idade.